# Italo Mario Sacco
Italo Mario Sacco (Torino, 5 marzo 1886 – Torino, 29 giugno 1959) è stato un sindacalista e politico italiano, senatore della Democrazia Cristiana nella I Legislatura.

## Biografia
All'inizio del XX secolo svolse un ruolo di rilievo nella fondazione del sindacalismo cattolico. Nel 1910 Sacco divenne, infatti, consigliere delegato della Federazione nazionale ferrovieri cattolici e delle Unioni professionali impiego privato. Ufficiale di stato maggiore durante la prima guerra mondiale, nel 1919 fu uno dei rappresentanti delle organizzazioni cristiane europee, chiamati come tecnici al primo Congresso della Lega delle Nazioni. Negli anni del primo dopoguerra, l'avvocato Sacco s'impegnò in provincia di Cuneo nell'organizzazione di Casse rurali.
Nel 1926, processato per il suo antifascismo, fu mandato al confino. Al ritorno in libertà, fu a capo della Giunta diocesana di Azione Cattolica di Cuneo fino al 1931, allorché si dimise non condividendo gli accordi intercorsi tra la Chiesa e il regime fascista. Nel periodo della Resistenza, alla quale parteciparono i suoi cinque figli, l'avvocato non riuscì ad evitare di essere sottoposto dai repubblichini a una costante persecuzione.
Nel 1948, Italo Mario Sacco fu eletto senatore nelle liste democristiane e nel 1953 fu tra i pochissimi cattolici che si opposero alla cosiddetta "legge truffa" degasperiana. Dopo di allora dedicò i pochi anni di vita che gli restarono all'insegnamento, presso l'Università di Torino, di storia e diritto del lavoro, lasciando anche numerosi testi sull'argomento.

## Opere

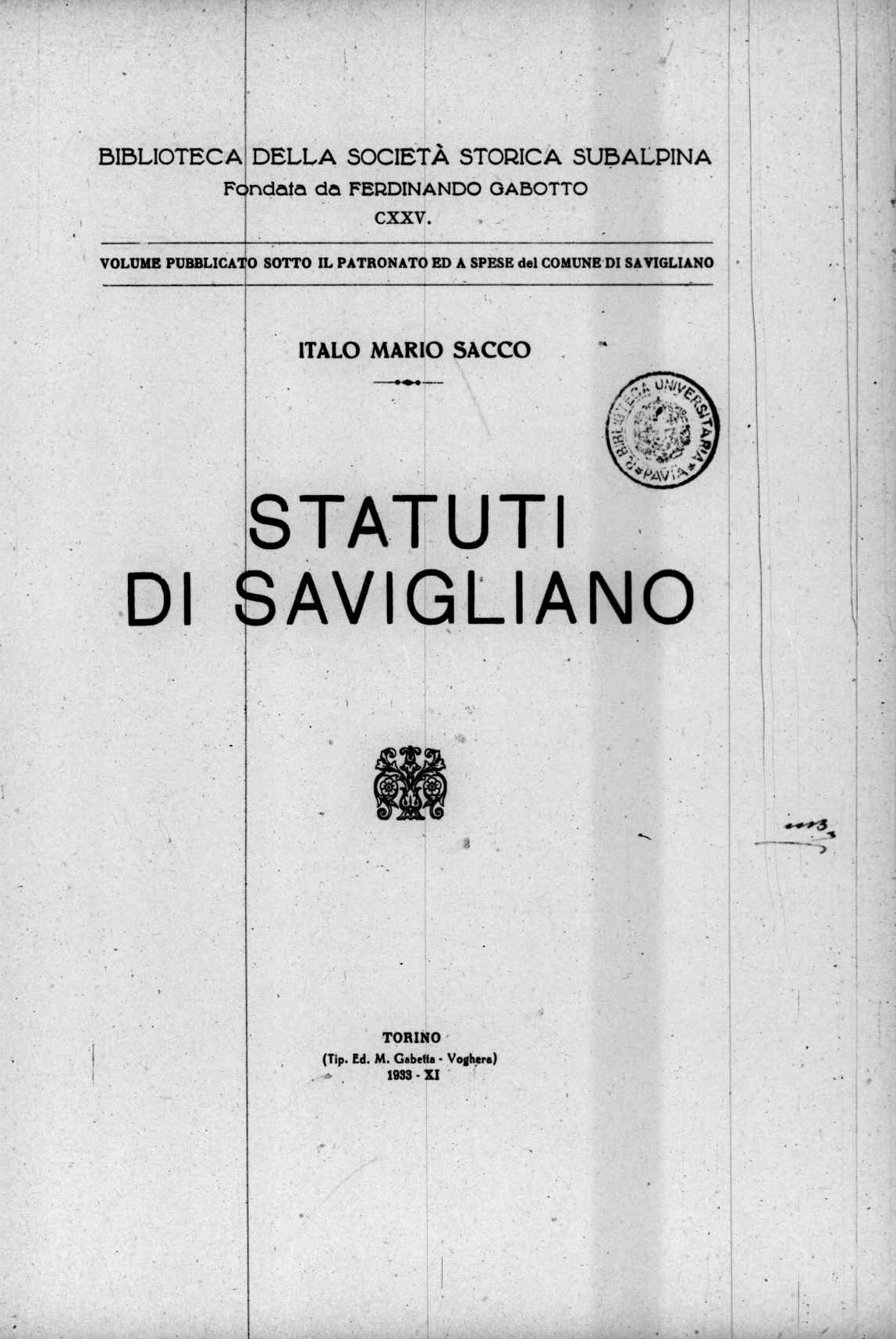
Statuti di Savigliano, 1933

- Statuti di Savigliano, collana Biblioteca della Società Storica Subalpina, Torino, Tip. Ed. Gabetta, 1933.